# 錢昕
錢昕（1424年—？），字景寅，南直隸蘇州府常熟縣人，民籍，明朝政治人物。

## 生平
應天鄉試第七名舉人，正統十年（1445年）中式乙丑科會試第一百八名，二甲第三十四名進士。授浙江道監察御史，出為荊州府知府，升湖廣布政使司參政。

## 家族
曾祖錢迪；祖父錢仲得；父錢公達。